# Isidore Verheyden
Pour les articles homonymes, voir Verheyden.

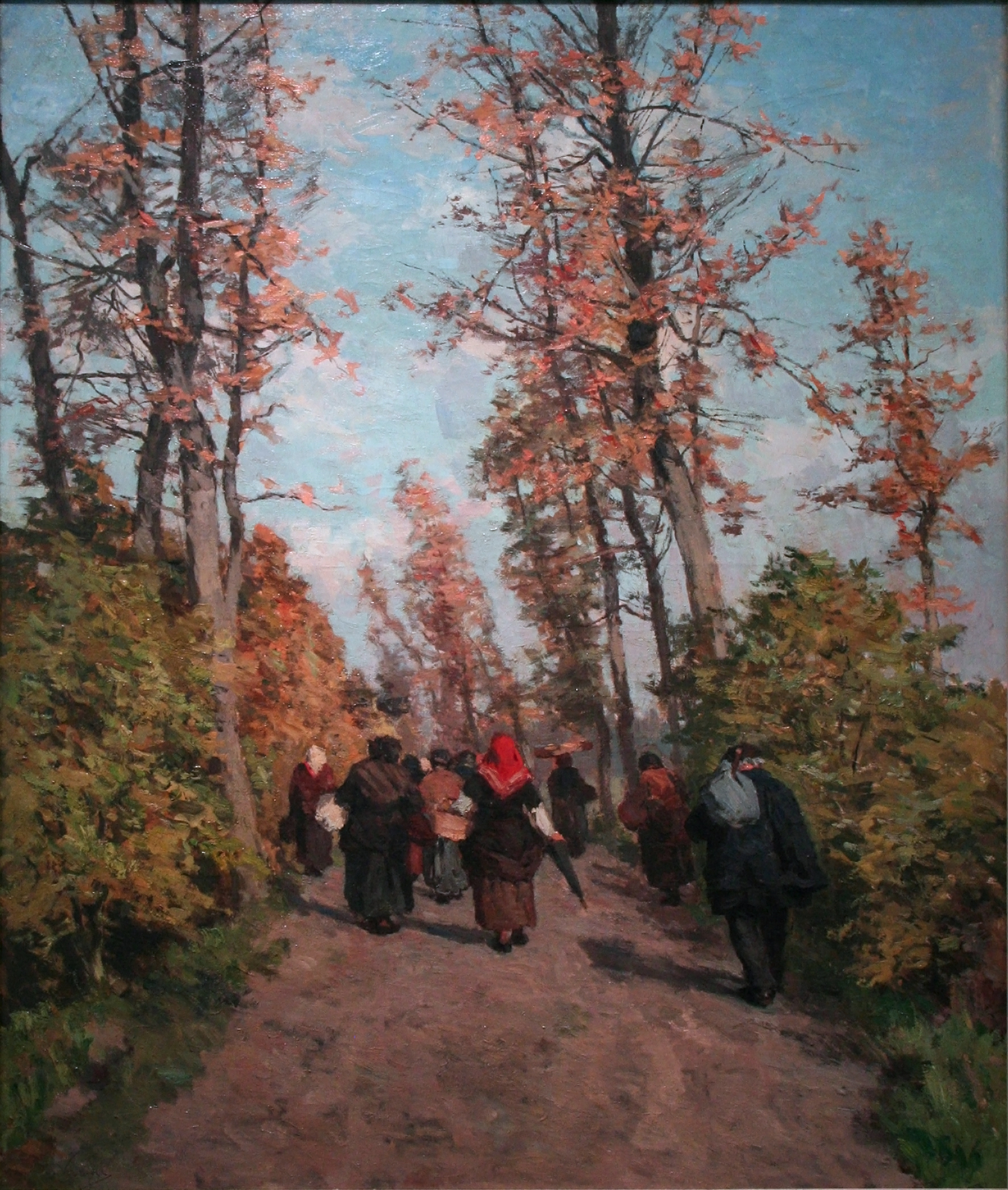
Le Retour du marché, Museum M, Louvain

Isidore Verheyden, né à Anvers, le 24 janvier 1846 et mort à Ixelles le 1er novembre 1905 , est un peintre belge de paysages, de portraits et de natures mortes, membre du Groupe des XX, de 1884 à 1886.

## Biographie
Isidore Verheyden est fils du peintre Jean François dit François Verheyden et de Mélanie Horgnies. Son premier professeur à l'Académie royale des beaux-arts de Bruxelles est Joseph Quinaux, et, en 1866, il entre dans l'atelier de Jean-François Portaels.
Isidore Verheyden est à la fois l'oncle et le beau-père de Jean Vanden Eeckhoudt (mariage entre cousins germains) et le grand-père de Zoum Walter. Cette dernière évoque les funérailles d'Isidore Verheyden dans son livre de souvenirs, Pour Sylvie.
Parmi les portraits, on retrouve ceux qu'Isidore Verheyden a fait d'Anna Boch qui a peint le présent portrait d'Isidore Verheyden.  Elle est une cousine d'Octave Maus,, fondateur du Groupe des XX.
Il a également fait partie de l'Ecole de Tervueren, génération de peintres voués au pleinairisme.
Il existe encore actuellement des ateliers de peintre dans la rue Isidore Verheyden à Ixelles, qui porte désormais son nom.

## Musées possédant ses œuvres
- Anvers, Musée royal des Beaux-Arts
- Alost, Musée communal
- Bruxelles, Musées royaux des beaux-arts
- Bruxelles, Musée Charlier
- Bruxelles, Banque Dexia (anciennement Crédit Communal)
- Ixelles, Musée d'Ixelles
- Genk, Musée Émile Van Doren (nl)
- Gand, Musée des beaux-arts
- Liège, Musée de l'art wallon
- Louvain, Museum M
- Ostende, Mu.ZEE (anciennement Musée des Beaux-Arts)
- Mons, BAM (anciennement Beaux-Arts Mons)
- Tirlemont, Musée communal Het Toreke (nl)

## Distinction
- Chevalier de l'ordre de Léopold (4 mai 1881)[8].

## Expositions collectives
- Anna Boch, Un voyage impressionniste, Mu.ZEE, Ostende, Belgique, 1er juillet au 5 novembre 1923[4]